# Pegoplata
Pegoplata är ett släkte av tvåvingar. Pegoplata ingår i familjen blomsterflugor.

## Dottertaxa tillPegoplata, i alfabetisk ordning[1][2]
- Pegoplata abnormis
- Pegoplata acutipennis
- Pegoplata aestiva
- Pegoplata aestivaeformis
- Pegoplata anabnormis
- Pegoplata annulata
- Pegoplata arnaudi
- Pegoplata californica
- Pegoplata cuticornis
- Pegoplata debilis
- Pegoplata durangensis
- Pegoplata flavitibialis
- Pegoplata freidbergi
- Pegoplata fukushii
- Pegoplata fulva
- Pegoplata granadensis
- Pegoplata grandis
- Pegoplata henanensi
- Pegoplata hermonensis
- Pegoplata huachucensis
- Pegoplata infirma
- Pegoplata infuscata
- Pegoplata juvenilis
- Pegoplata laotudingga
- Pegoplata lengshanensis
- Pegoplata linotaenia
- Pegoplata nasuta
- Pegoplata nevadensis
- Pegoplata nigracaerulea
- Pegoplata nigroscutellata
- Pegoplata ornata
- Pegoplata palposa
- Pegoplata patellans
- Pegoplata peninsularis
- Pegoplata picipes
- Pegoplata pictipes
- Pegoplata plicatura
- Pegoplata qiandianensis
- Pegoplata setulosa
- Pegoplata tarsata
- Pegoplata tundrica
- Pegoplata valentinae
- Pegoplata virginea
- Pegoplata wyomingensis